# Rhamphixius
Rhamphixius är ett släkte av insekter. Rhamphixius ingår i familjen kilstritar.
Kladogram enligt Catalogue of Life:
| Rhamphixius | \| \| Rhamphixius championi \| \| \| \| \| \| Rhamphixius pallida \| \| \| \| |
|             | \| \| Rhamphixius championi \| \| \| \| \| \| Rhamphixius pallida \| \| \| \| |
|             | Rhamphixius championi                                                         |
|             |                                                                               |
|             | Rhamphixius pallida                                                           |
|             |                                                                               |